# Shahid Ali Khan
Shahid Ali Khan (urdu: شاہد علی خان, ur. 16 grudnia 1964) – pakistański hokeista na trawie. Dwukrotny medalista olimpijski.
Brał udział w dwóch igrzyskach na dwóch igrzyskach na przestrzeni ośmiu lat (IO 84, IO 92), na obu zdobywając medale: złoto w 1984 i brąz w 1992. W 1982 został mistrzem świata. W reprezentacji Pakistanu w latach 1981-1993 rozegrał 135 spotkań. Występował w bramce. W 2009 został trenerem reprezentacji Pakistanu.